# 豊田南バイパス

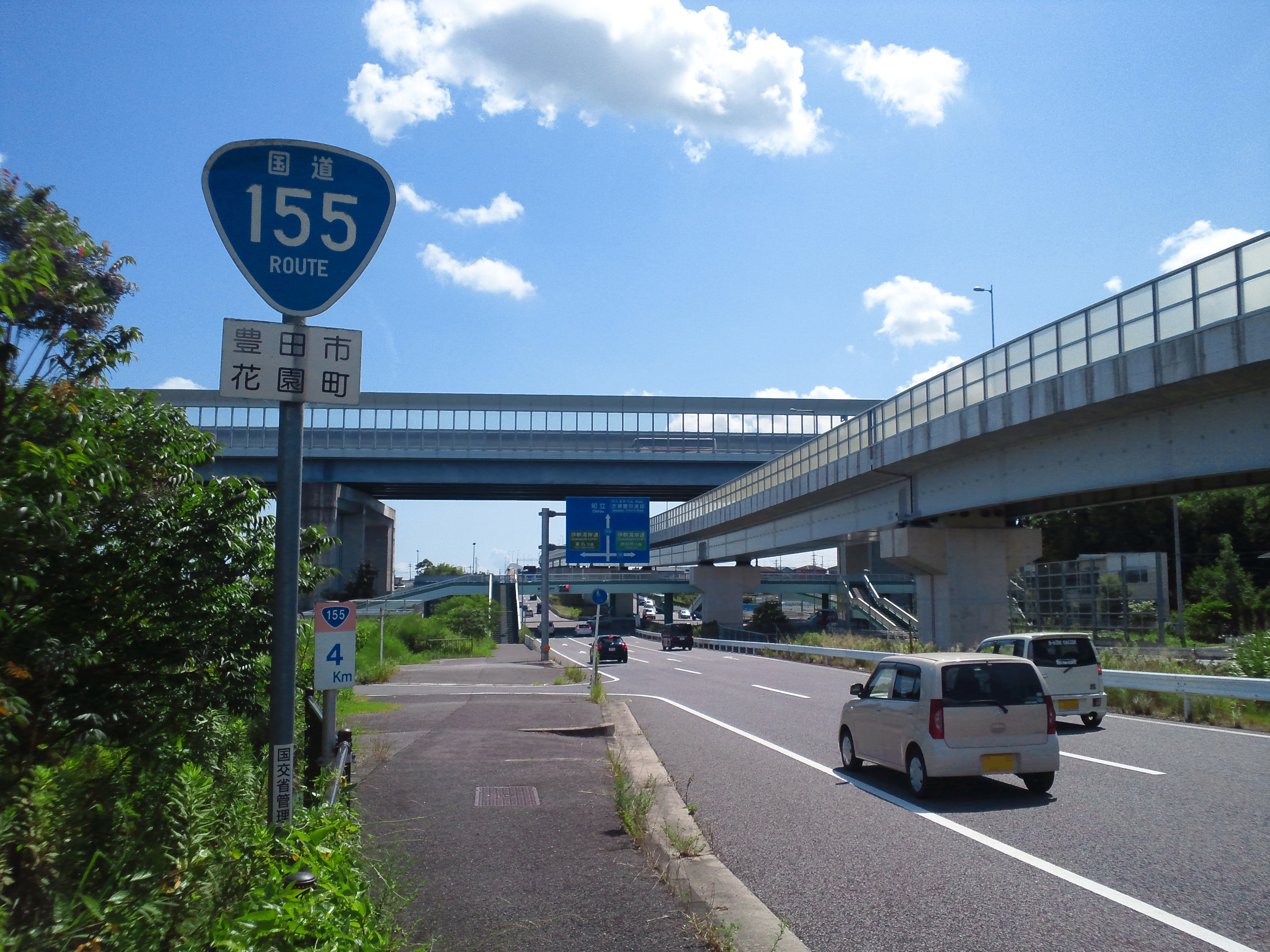
豊田市花園町（2012年8月）

豊田南バイパス（とよたみなみバイパス）は、愛知県豊田市駒場町から同市逢妻町に至る総延長12.9 kmの国道155号バイパスである。全線が一般広域道路「衣浦豊田道路」の一部に指定されている。

## 概要
2025年（令和7年）現在、起点（豊田市駒場町）から国道153号豊田西バイパス（同市東新町）までの延長9.2 kmが開通しているが、延長4.6 kmの4車線供用区間（豊田市生駒町 - 同市堤町）を除いて暫定2車線である。残る未供用区間である豊田市東新町 - 同市逢妻町間延長3.7 kmについては暫定2車線で2026年度（令和8年度）に供用開始し全線開通となる予定である。
東名高速道路豊田ICから終点までの延長4.8 kmは、接続する国道153号豊田北バイパスとともに豊田外環状の一部を構成する。国道155号現道は幅員7 m程度の狭い2車線区間が多く、豊田市の中心市街地を通過しているため、ラッシュ時を中心に渋滞が激しく、バイパス完成により市街地の渋滞が緩和されている。
なお、豊田南バイパスの豊田市東新町までの暫定供用に伴い、2015年（平成27年）4月1日に国道155号現道区間だった豊田市駒場町（駒場町向金交差点） - 豊田市神田町（西町4丁目交差点）の道路管理者が国土交通省から愛知県に変更され、路線番号も国道419号に変更されている。

### 路線データ
- 起点 : 愛知県豊田市駒場町
- 終点 : 愛知県豊田市逢妻町
- 総延長 : 12.9 km（開通区間 : 9.2 km）
- 道路規格 : 第3種第1級
- 道路幅員 : 32.0 m - 47.3 m
- 車線数 : 4車線（側道を含めて6車線）
- 設計速度 : 80 km/h
- 全体事業費 : 972億円
- 計画交通量 : 45,600台/日

## 歴史
- 1964年（昭和39年）8月 : 豊田市駒場町 - 豊田市田中町（延長7.6 km） 都市計画決定[8]。
- 1967年度（昭和42年度）: 一部区間を一般国道の指定区間（建設省（現・国土交通省）直轄管理区間）に編入。
- 1973年（昭和48年）3月 : 豊田市田中町 - 豊田市逢妻町（延長5.3 km） 都市計画変更[8]。
- 1973年度（昭和48年度）: 事業化。
- 1975年度（昭和50年度）: 用地買収に着手[1]。
- 1983年度（昭和58年度）: 着工。
- 1988年（昭和63年）1月21日 : 豊田市駒場町 - 豊田市堤町（延長5.2 km） 一部供用開始（暫定2車線）[9]。
- 1990年（平成2年）12月15日 : 豊田市堤町 - 豊田市上丘町（延長1.3 km） 一部供用開始（暫定2車線）[10]。
- 1994年（平成6年）12月16日 : 国道419号とともに衣浦豊田道路として地域高規格道路の計画路線に指定[11]。
- 1995年度（平成07年度）: 起点部 - 東名豊田IC間が国道419号とともに地域高規格道路の計画路線に指定。
- 1998年度（平成10年度）: 東名豊田IC - 終点部まで豊田北バイパスとともに地域高規格道路の計画路線に指定。
- 2003年（平成15年）12月25日[12][13]
  - 豊田市上丘町 - 豊田市美山町（延長1.6 km） 一部供用開始（暫定2車線）。
  - 豊田市花園町 - 豊田市堤町（延長3.5 km） 4車線供用開始。
- 2014年（平成26年）3月16日 : 豊田市美山町 - 豊田市東新町（延長1.1 km） 一部供用開始（暫定2車線）[14][15]。
- 2015年（平成27年）4月1日 : 国道155号豊田南バイパスに並行する現道区間だった豊田市駒場町（駒場町向金交差点）- 豊田市神田町（西町4丁目交差点）の延長12 kmが、国土交通省から愛知県に移管され、路線番号を国道419号に変更[7]。
- 2021年（令和3年）3月 : 新広域道路交通計画（中部ブロック版）策定に伴い、衣浦豊田道路を一般広域道路に設定[16]。
- 2026年度（令和8年度） : 豊田市東新町 - 逢妻町間延長3.7 kmが暫定2車線で供用開始し全線開通予定[4]。

## 主な接続道路
- 国道155号（現道）
- 国道419号[7]
- 国道419号（衣浦豊田道路）
- E1A 伊勢湾岸自動車道（豊田南IC）
- 愛知県道56号名古屋岡崎線
- 愛知県道232号鴛鴨三好線
- 愛知県道489号本地鴛鴨線
- E1 東名高速道路（豊田IC）
- 愛知県道76号豊田安城線
- 国道153号（豊田西バイパス）
- 愛知県道284号宮上知立線（予定）
- 愛知県道520号豊田東郷線（予定）
- 国道153号（豊田北バイパス）（予定）

## 参考資料
- 国土交通省 中部地方整備局
  - 『一般国道153号豊田北バイパス 一般国道155号豊田南バイパス （道路事業）説明資料』2023年12月22日。
  - 『再評価に係る資料【道路事業】』2023年12月22日、40-61頁。
- 国土交通省 中部地方整備局 名四国道事務所
  - 「国道155号豊田南バイパス > あらまし」。2016年4月13日時点のオリジナルよりアーカイブ。2020年5月5日閲覧。
  - 『名四国道事務所 60年のあゆみ』2019年11月。